# 3e étape du Tour d'Espagne 2018
La 3e étape du Tour d'Espagne 2018 se déroule le 27 août 2018, entre Mijas et Alhaurín de la Torre, sur un parcours de 178,2 kilomètres.

## Résultats

### Classement de l'étape
| \| Classement de l'étape \| Classement de l'étape \| Classement de l'étape \| Classement de l'étape \| Classement de l'étape \| \| Coureur \| Coureur \| Pays \| Équipe \| Temps \| \| --------------------- \| --------------------- \| --------------------- \| -------------------------- \| --------------------- \| \| 1er \| Elia Viviani \| Italie \| Quick-Step Floors \| 4 h 48 min 12 s \| \| 2e \| Giacomo Nizzolo \| Italie \| Trek-Segafredo \| + 0 s \| \| 3e \| Peter Sagan \| Slovaquie \| Bora-Hansgrohe \| + 0 s \| \| 4e \| Nacer Bouhanni \| France \| Cofidis, Solutions Crédits \| + 0 s \| \| 5e \| Simone Consonni \| Italie \| UAE Team Emirates \| + 0 s \| \| 6e \| Danny van Poppel \| Pays-Bas \| LottoNL-Jumbo \| + 0 s \| \| 7e \| Michael Mørkøv \| Danemark \| Quick-Step Floors \| + 0 s \| \| 8e \| Matteo Trentin \| Italie \| Mitchelton-Scott \| + 0 s \| \| 9e \| Ryan Gibbons \| Afrique du Sud \| Dimension Data \| + 0 s \| \| 10e \| Tom Van Asbroeck \| Belgique \| EF Education First-Drapac \| + 0 s \| |                  |                |                            |                 |
| |                  |                |                            |                 |
| Source : ProCyclingStats |                  |                |                            |                 |
| Classement de l'étape |                  |                |                            |                 |
| Coureur | Coureur          | Pays           | Équipe                     | Temps           |
| 1er | Elia Viviani     | Italie         | Quick-Step Floors          | 4 h 48 min 12 s |
| 2e | Giacomo Nizzolo  | Italie         | Trek-Segafredo             | + 0 s           |
| 3e | Peter Sagan      | Slovaquie      | Bora-Hansgrohe             | + 0 s           |
| 4e | Nacer Bouhanni   | France         | Cofidis, Solutions Crédits | + 0 s           |
| 5e | Simone Consonni  | Italie         | UAE Team Emirates          | + 0 s           |
| 6e | Danny van Poppel | Pays-Bas       | LottoNL-Jumbo              | + 0 s           |
| 7e | Michael Mørkøv   | Danemark       | Quick-Step Floors          | + 0 s           |
| 8e | Matteo Trentin   | Italie         | Mitchelton-Scott           | + 0 s           |
| 9e | Ryan Gibbons     | Afrique du Sud | Dimension Data             | + 0 s           |
| 10e | Tom Van Asbroeck | Belgique       | EF Education First-Drapac  | + 0 s           |

## Classements à l'issue de l'étape

### Classement général
| \| Classement général \| Classement général \| Classement général \| Classement général \| Classement général \| \| Coureur \| Coureur \| Pays \| Équipe \| Temps \| \| ------------------ \| ------------------ \| ------------------ \| ------------------ \| ------------------ \| \| 1er \| Michał Kwiatkowski \| Pologne \| Team Sky \| 9 h 10 min 52 s \| \| 2e \| Alejandro Valverde \| Espagne \| Movistar Team \| + 14 s \| \| 3e \| Wilco Kelderman \| Pays-Bas \| Team Sunweb \| + 25 s \| \| 4e \| Laurens De Plus \| Belgique \| Quick-Step Floors \| + 28 s \| \| 5e \| Ion Izagirre \| Espagne \| Bahrain-Merida \| + 30 s \| \| 6e \| Fabio Felline \| Italie \| Trek-Segafredo \| + 30 s \| \| 7e \| Emanuel Buchmann \| Allemagne \| Bora-Hansgrohe \| + 32 s \| \| 8e \| Tony Gallopin \| France \| AG2R La Mondiale \| + 33 s \| \| 9e \| Nairo Quintana \| Colombie \| Movistar Team \| + 33 s \| \| 10e \| Bauke Mollema \| Pays-Bas \| Trek-Segafredo \| + 35 s \| |                    |           |                   |                 |
| |                    |           |                   |                 |
| Source : ProCyclingStats |                    |           |                   |                 |
| Classement général |                    |           |                   |                 |
| Coureur | Coureur            | Pays      | Équipe            | Temps           |
| 1er | Michał Kwiatkowski | Pologne   | Team Sky          | 9 h 10 min 52 s |
| 2e | Alejandro Valverde | Espagne   | Movistar Team     | + 14 s          |
| 3e | Wilco Kelderman    | Pays-Bas  | Team Sunweb       | + 25 s          |
| 4e | Laurens De Plus    | Belgique  | Quick-Step Floors | + 28 s          |
| 5e | Ion Izagirre       | Espagne   | Bahrain-Merida    | + 30 s          |
| 6e | Fabio Felline      | Italie    | Trek-Segafredo    | + 30 s          |
| 7e | Emanuel Buchmann   | Allemagne | Bora-Hansgrohe    | + 32 s          |
| 8e | Tony Gallopin      | France    | AG2R La Mondiale  | + 33 s          |
| 9e | Nairo Quintana     | Colombie  | Movistar Team     | + 33 s          |
| 10e | Bauke Mollema      | Pays-Bas  | Trek-Segafredo    | + 35 s          |

| Classement par points | Classement par points | Classement par points | Classement par points | Classement par points |
| Coureur               | Coureur               | Pays                  | Équipe                | Points                |
| --------------------- | --------------------- | --------------------- | --------------------- | --------------------- |
| 1er                   | Michał Kwiatkowski    | Pologne               | Team Sky              | 43 pts                |
| 2e                    | Alejandro Valverde    | Espagne               | Movistar Team         | 29 pts                |
| 3e                    | Elia Viviani          | Italie                | Quick-Step Floors     | 25 pts                |
| 4e                    | Rohan Dennis          | Australie             | BMC Racing Team       | 25 pts                |
| 5e                    | Wilco Kelderman       | Pays-Bas              | Team Sunweb           | 20 pts                |
| 6e                    | Giacomo Nizzolo       | Italie                | Trek-Segafredo        | 20 pts                |
| 7e                    | Laurens De Plus       | Belgique              | Quick-Step Floors     | 16 pts                |
| 8e                    | Victor Campenaerts    | Belgique              | Lotto-Soudal          | 16 pts                |
| 9e                    | Peter Sagan           | Slovaquie             | Bora-Hansgrohe        | 16 pts                |
| 10e                   | Nélson Oliveira       | Portugal              | Movistar Team         | 14 pts                |

| Classement par points | Classement par points | Classement par points | Classement par points | Classement par points |
| Coureur               | Coureur               | Pays                  | Équipe                | Points                |
| --------------------- | --------------------- | --------------------- | --------------------- | --------------------- |
| 1er                   | Michał Kwiatkowski    | Pologne               | Team Sky              | 43 pts                |
| 2e                    | Alejandro Valverde    | Espagne               | Movistar Team         | 29 pts                |
| 3e                    | Elia Viviani          | Italie                | Quick-Step Floors     | 25 pts                |
| 4e                    | Rohan Dennis          | Australie             | BMC Racing Team       | 25 pts                |
| 5e                    | Wilco Kelderman       | Pays-Bas              | Team Sunweb           | 20 pts                |
| 6e                    | Giacomo Nizzolo       | Italie                | Trek-Segafredo        | 20 pts                |
| 7e                    | Laurens De Plus       | Belgique              | Quick-Step Floors     | 16 pts                |
| 8e                    | Victor Campenaerts    | Belgique              | Lotto-Soudal          | 16 pts                |
| 9e                    | Peter Sagan           | Slovaquie             | Bora-Hansgrohe        | 16 pts                |
| 10e                   | Nélson Oliveira       | Portugal              | Movistar Team         | 14 pts                |

| Classement de la montagne | Classement de la montagne | Classement de la montagne | Classement de la montagne  | Classement de la montagne |
| Coureur                   | Coureur                   | Pays                      | Équipe                     | Points                    |
| ------------------------- | ------------------------- | ------------------------- | -------------------------- | ------------------------- |
| 1er                       | Luis Ángel Maté           | Espagne                   | Cofidis, Solutions Crédits | 24 pts                    |
| 2e                        | Pierre Rolland            | France                    | EF Education First-Drapac  | 12 pts                    |
| 3e                        | Thomas De Gendt           | Belgique                  | Lotto-Soudal               | 5 pts                     |
| 4e                        | Nans Peters               | France                    | AG2R La Mondiale           | 4 pts                     |
| 5e                        | Alejandro Valverde        | Espagne                   | Movistar Team              | 3 pts                     |
| 6e                        | Jordi Simón               | Espagne                   | Burgos-BH                  | 3 pts                     |
| 7e                        | Michał Kwiatkowski        | Pologne                   | Team Sky                   | 2 pts                     |
| 8e                        | Laurens De Plus           | Belgique                  | Quick-Step Floors          | 1 pt                      |
| 9e                        | Alexis Gougeard           | France                    | AG2R La Mondiale           | 1 pt                      |
| 10e                       | Héctor Sáez               | Espagne                   | Euskadi-Murias             | 1 pt                      |

| Classement de la montagne | Classement de la montagne | Classement de la montagne | Classement de la montagne  | Classement de la montagne |
| Coureur                   | Coureur                   | Pays                      | Équipe                     | Points                    |
| ------------------------- | ------------------------- | ------------------------- | -------------------------- | ------------------------- |
| 1er                       | Luis Ángel Maté           | Espagne                   | Cofidis, Solutions Crédits | 24 pts                    |
| 2e                        | Pierre Rolland            | France                    | EF Education First-Drapac  | 12 pts                    |
| 3e                        | Thomas De Gendt           | Belgique                  | Lotto-Soudal               | 5 pts                     |
| 4e                        | Nans Peters               | France                    | AG2R La Mondiale           | 4 pts                     |
| 5e                        | Alejandro Valverde        | Espagne                   | Movistar Team              | 3 pts                     |
| 6e                        | Jordi Simón               | Espagne                   | Burgos-BH                  | 3 pts                     |
| 7e                        | Michał Kwiatkowski        | Pologne                   | Team Sky                   | 2 pts                     |
| 8e                        | Laurens De Plus           | Belgique                  | Quick-Step Floors          | 1 pt                      |
| 9e                        | Alexis Gougeard           | France                    | AG2R La Mondiale           | 1 pt                      |
| 10e                       | Héctor Sáez               | Espagne                   | Euskadi-Murias             | 1 pt                      |

| Classement du combiné | Classement du combiné | Classement du combiné | Classement du combiné      | Classement du combiné |
| Coureur               | Coureur               | Pays                  | Équipe                     | Points                |
| --------------------- | --------------------- | --------------------- | -------------------------- | --------------------- |
| 1er                   | Michał Kwiatkowski    | Pologne               | Team Sky                   | 9 pts                 |
| 2e                    | Alejandro Valverde    | Espagne               | Movistar Team              | 9 pts                 |
| 3e                    | Laurens De Plus       | Belgique              | Quick-Step Floors          | 19 pts                |
| 4e                    | Pierre Rolland        | France                | EF Education First-Drapac  | 152 pts               |
| 5e                    | Alexis Gougeard       | France                | AG2R La Mondiale           | 177 pts               |
| 6e                    | Luis Ángel Maté       | Espagne               | Cofidis, Solutions Crédits | 196 pts               |

| Classement du combiné | Classement du combiné | Classement du combiné | Classement du combiné      | Classement du combiné |
| Coureur               | Coureur               | Pays                  | Équipe                     | Points                |
| --------------------- | --------------------- | --------------------- | -------------------------- | --------------------- |
| 1er                   | Michał Kwiatkowski    | Pologne               | Team Sky                   | 9 pts                 |
| 2e                    | Alejandro Valverde    | Espagne               | Movistar Team              | 9 pts                 |
| 3e                    | Laurens De Plus       | Belgique              | Quick-Step Floors          | 19 pts                |
| 4e                    | Pierre Rolland        | France                | EF Education First-Drapac  | 152 pts               |
| 5e                    | Alexis Gougeard       | France                | AG2R La Mondiale           | 177 pts               |
| 6e                    | Luis Ángel Maté       | Espagne               | Cofidis, Solutions Crédits | 196 pts               |

| Classement par équipes | Classement par équipes                   | Classement par équipes | Classement par équipes |
| Équipe                 | Équipe                                   | Pays                   | Temps                  |
| ---------------------- | ---------------------------------------- | ---------------------- | ---------------------- |
| 1re                    | Sky                                      | Royaume-Uni            | 27 h 33 min 39 s       |
| 2e                     | Bora-Hansgrohe                           | Allemagne              | + 48 s                 |
| 3e                     | Quick-Step Floors                        | Belgique               | + 50 s                 |
| 4e                     | Trek-Segafredo                           | États-Unis             | + 56 s                 |
| 5e                     | Movistar Team                            | Espagne                | + 1 min 05 s           |
| 6e                     | Astana                                   | Kazakhstan             | + 1 min 41 s           |
| 7e                     | EF Education First-Drapac p/b Cannondale | États-Unis             | + 1 min 45 s           |
| 8e                     | Mitchelton-Scott                         | Australie              | + 2 min 01 s           |
| 9e                     | Dimension Data                           | Afrique du Sud         | + 2 min 18 s           |
| 10e                    | UAE Team Emirates                        | Émirats arabes unis    | + 2 min 31 s           |

| Classement par équipes | Classement par équipes                   | Classement par équipes | Classement par équipes |
| Équipe                 | Équipe                                   | Pays                   | Temps                  |
| ---------------------- | ---------------------------------------- | ---------------------- | ---------------------- |
| 1re                    | Sky                                      | Royaume-Uni            | 27 h 33 min 39 s       |
| 2e                     | Bora-Hansgrohe                           | Allemagne              | + 48 s                 |
| 3e                     | Quick-Step Floors                        | Belgique               | + 50 s                 |
| 4e                     | Trek-Segafredo                           | États-Unis             | + 56 s                 |
| 5e                     | Movistar Team                            | Espagne                | + 1 min 05 s           |
| 6e                     | Astana                                   | Kazakhstan             | + 1 min 41 s           |
| 7e                     | EF Education First-Drapac p/b Cannondale | États-Unis             | + 1 min 45 s           |
| 8e                     | Mitchelton-Scott                         | Australie              | + 2 min 01 s           |
| 9e                     | Dimension Data                           | Afrique du Sud         | + 2 min 18 s           |
| 10e                    | UAE Team Emirates                        | Émirats arabes unis    | + 2 min 31 s           |